# Lonchocarpus seorsus
Lonchocarpus seorsus là một loài thực vật có hoa trong họ Đậu. Loài này được (J.F. Macbr.) M. Sousa ex D.A. Neill, Klitgaard & G.P. Lewis miêu tả khoa học đầu tiên năm 1999.